# Винидиктов, Александр Николаевич
Александр Николаевич Винидиктов (род. 10 июня 1950, Кизел, Молотовская область) — российский политический деятель. Депутат Государственной Думы третьего созыва (1999—2003). Первый начальник космодрома Свободный.

## Биография
Окончил Пермское высшее командно-инженерное училище (1972), Военную академию им. Ф. Э. Дзержинского (1980), Военную академию Генерального штаба ВС СССР им. К. Е. Ворошилова (1990).

### Депутат госдумы
В 2001 году участвовал в дополнительных выборах депутата Государственной думы по 58-му Благовещенскому одномандатному избирательному округу (Амурская область). Согласно официально объявленным данным, обошёл на 286 голосов Дмитрия Новикова. В выборах приняло участие 25,51 % избирателей. Дмитрий Новиков получил 46 207 голосов (27,30 %), Винидиктов — 46 493 голосов (27,47 %). Последовавший судебный процесс выявил грубые нарушения законодательства, включая «голосование» умерших избирателей по г. Свободный. Тем не менее, результаты выборов были оставлены в силе.
Член Комитета по государственному строительству.
Награждён Почётной грамотой Президента Российской Федерации.